# Comitat (Hongrie)
Pour les articles homonymes, voir Comitat.
Le comitat (hongrois : vármegye, [ˈvaːrmɛɟɛ] ;  latin : comitatus) est la subdivision politique intermédiaire entre l'État et les localités en Hongrie. De 1950 à 2022, la notion de département  (en hongrois : megye, [ˈmɛɟɛ]) lui est privilégiée.
Au nombre de 19 aujourd'hui, mais de 64 jusqu'en 1918, on y ajoute traditionnellement Budapest, qui bénéficie cependant d'un statut particulier. Les comitats maillent le territoire hongrois de manière contigüe. En raison de la centralisation politico-administrative de la Hongrie, les compétences des collectivités comitales (vármegyei önkormányzat) restent très limitées. Celles-ci concernent les services qui s'appliquent sur l'ensemble du territoire comital, les établissements scolaires secondaires (collèges), les établissements médicaux spécialisés ainsi qu'un rôle de coordination de l'aménagement du territoire. De plus, elles ne s'appliquent pas aux villes de droit comital qui disposent de leur propre conseil comital (vármegyei közgyűlés) superposée au conseil local. 
Le comitat correspond au niveau NUTS 3 de la nomenclature d'unités territoriales statistiques européenne.

## Étymologie
Le nom « comitat » vient du latin comitatus et a la même étymologie que les mots comte et comté.

## Histoire

### Les origines du régime comital
Le prince Géza (972-997) et son fils, Étienne Ier (997-1035) convertissent la Hongrie au catholicisme et fonde le Royaume de Hongrie. Ce royaume est divisé en Comitats royaux au rôle flou et dont on ne connait pas le nombre avec précision (entre 25 et 70). En 1222, le roi André II promulgue une « bulle d'Or » par laquelle les comitats « royaux » deviennent comitats « des nobles » dirigés par la noblesse locale.

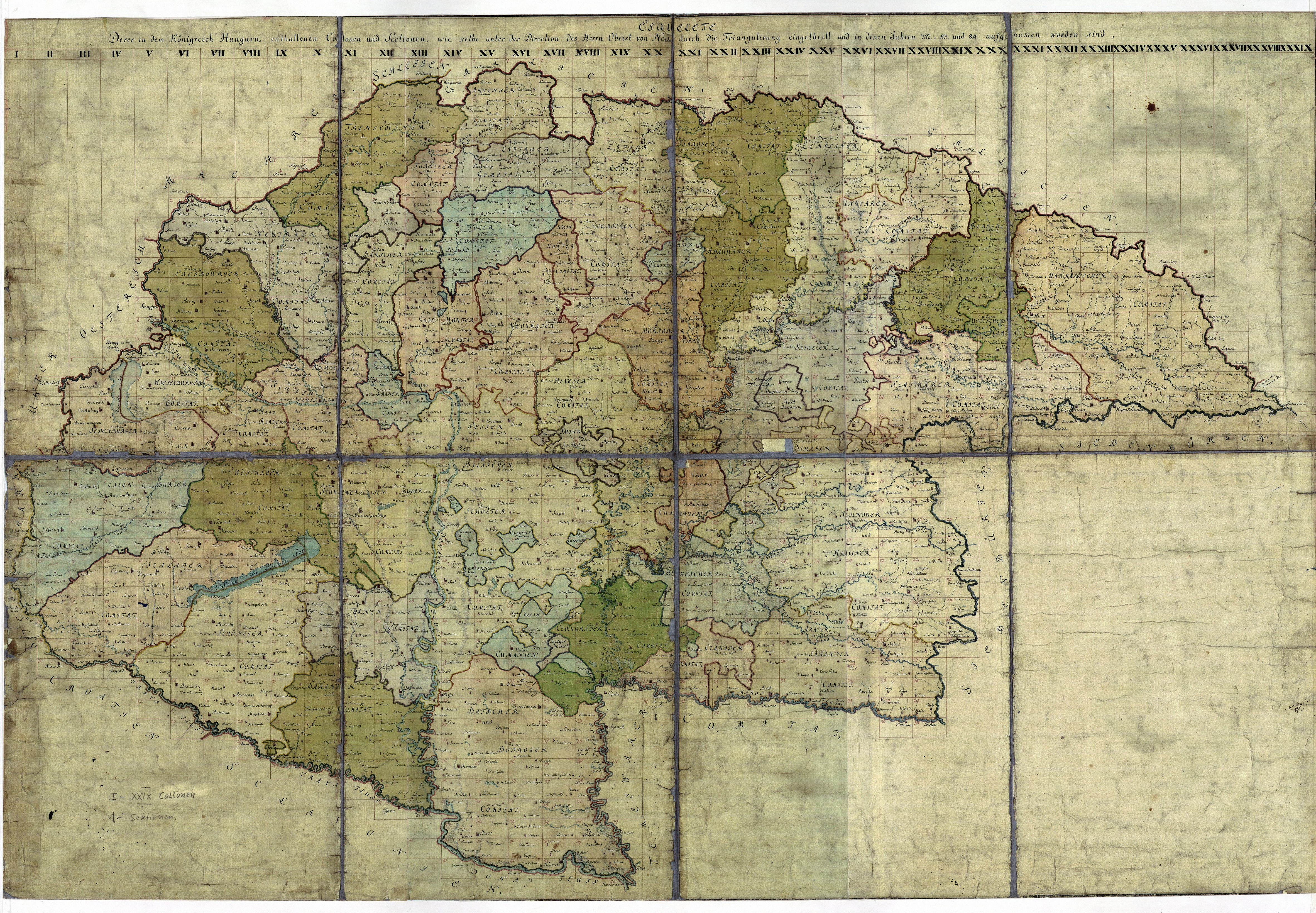
L'organisation administrative du Royaume de Hongrie après la réforme Josephienne (1782-1785)

En 1785, l'empereur Joseph II d'Autriche décide d'un nouveau découpage du pays en 10 départements (Bezirke) dans la suite des réformes commencées sous le règne de sa mère Marie-Thérèse de Habsbourg qui avait placé à la tête de chaque comitat un gouverneur de confiance. Cette nouvelle organisation du territoire n'a cependant été de courte durée, puisqu'on revient à un système de comitat en 1790 juste avant la mort du roi Habsbourg.

### Le régime comital du royaume de Hongrie après le Compromis austro-hongrois
La réforme administrative de 1876 supprime les particularités locales héritées du féodalisme et établit 72 nouveaux comitats, avec des limites simplifiées pour rendre l'administration de l'État plus efficace dans les pays de la Couronne de Saint-Étienne issus du Compromis austro-hongrois de 1867, soit les deux royaumes associés de Hongrie (64 comitats) et de Croatie-Slavonie (8 comitats).

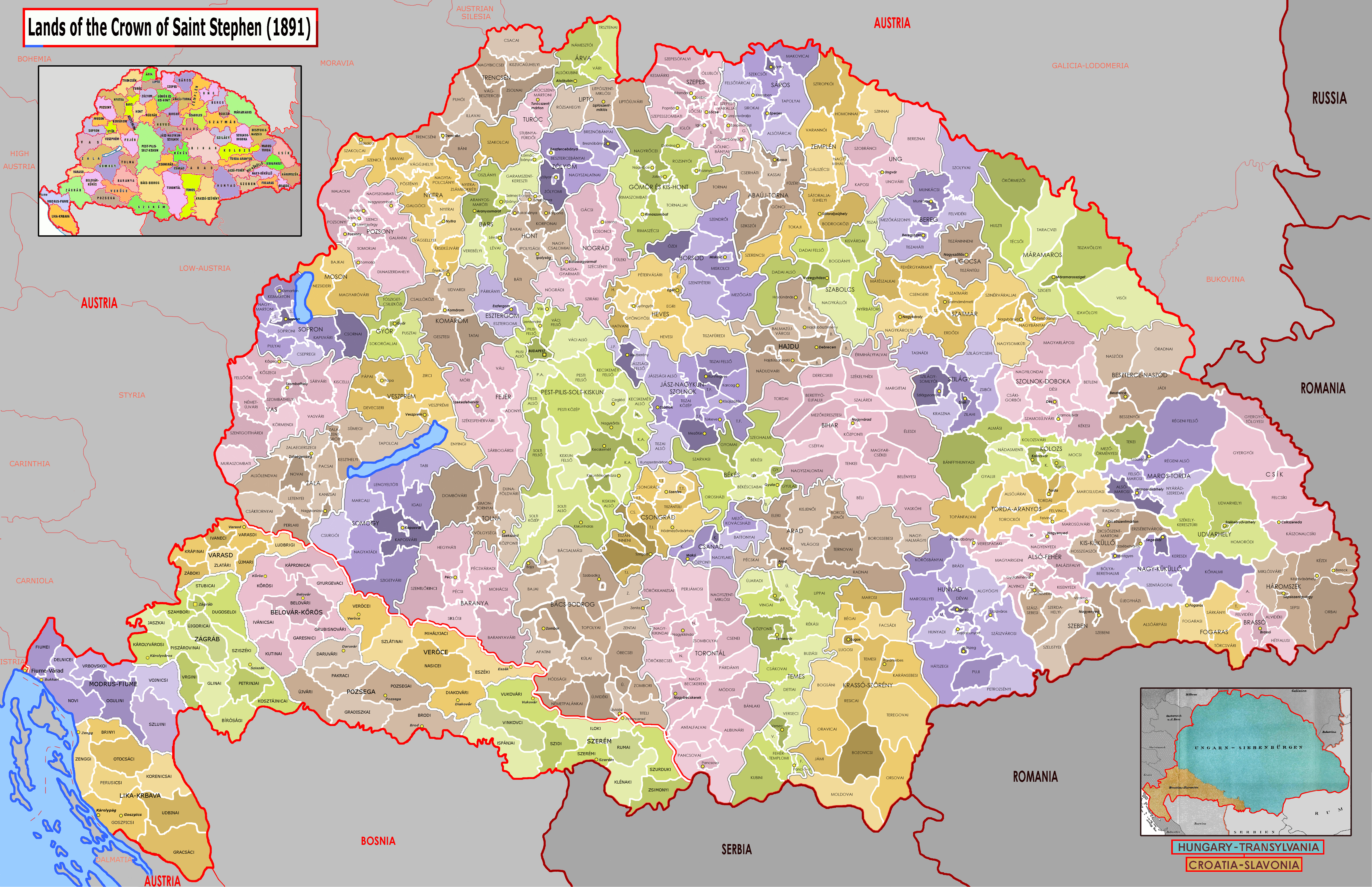
Les 64 comitats des pays de la Couronne de Saint-Étienne en 1891

#### Les 64 comitats duroyaume de Hongrie
| Nom du comitat         | Siège                                | Pays actuel               | Sup. (km²) | Pop.    | Dens. |
| ---------------------- | ------------------------------------ | ------------------------- | ---------- | ------- | ----- |
| Abaúj-Torna            | Kassa / Košice                       | Hongrie Slovaquie         | 3 317      | 202 282 | 61    |
| Alsó-Fehér             | Nagyenyed / Aiud                     | Roumanie                  | 3 646      | 221 618 | 61    |
| Arad                   | Arad / Arad                          | Hongrie Roumanie          | 6 048      | 414 388 | 69    |
| Árva                   | Alsókubin / Dolný Kubín              | Slovaquie                 | 2 018      | 78 745  | 39    |
| Bács-Bodrog            | Zombor / Sombor                      | Hongrie Serbie            | 11 079,4   | 812 385 | 73    |
| Baranya                | Pécs                                 | Hongrie Croatie           | 5 177      | 352 418 | 68,1  |
| Bars                   | Aranyosmarót / Zlaté Moravce         | Slovaquie                 | 2 724      | 178 500 | 65,5  |
| Békés                  | Gyula                                | Hongrie                   | 3 670      | 298 710 | 81,4  |
| Bereg                  | Beregszász / Berehove                | Hongrie Ukraine           | 3 786      | 236 611 | 62,5  |
| Beszterce-Naszód       | Beszterce / Bistrița                 | Roumanie                  |            |         |       |
| Bihar                  | Nagyvárad / Oradea                   | Hongrie Roumanie          |            |         |       |
| Borsod                 | Miskolc                              | Hongrie                   |            |         |       |
| Brassó                 | Brassó / Brașov                      | Roumanie                  |            |         |       |
| Csanád                 | Makó                                 | Hongrie                   |            |         |       |
| Csík                   | Csíkszereda / Miercurea-Ciuc         | Roumanie                  |            |         |       |
| Csongrád               | Szentes                              | Hongrie                   |            |         |       |
| Esztergom              | Esztergom                            | Hongrie Slovaquie         |            |         |       |
| Fejér                  | Székesfehérvár                       | Hongrie                   |            |         |       |
| Fogaras                | Fogaras / Făgăraș                    | Roumanie                  |            |         |       |
| Gömör és Kis-Hont      | Rimaszombat / Rimavská Sobota        | Hongrie Slovaquie         |            |         |       |
| Győr                   | Győr                                 | Hongrie                   |            |         |       |
| Hajdú                  | Debrecen                             | Hongrie                   |            |         |       |
| Háromszék              | Sepsiszentgyörgy / Sfântu Gheorghe   | Roumanie                  |            |         |       |
| Heves                  | Eger                                 | Hongrie                   |            |         |       |
| Hont                   | Ipolyság / Šahy                      | Hongrie Slovaquie         |            |         |       |
| Hunyad                 | Déva / Deva                          | Roumanie                  | 7 809      | 350 135 | 45    |
| Jász-Nagykun-Szolnok   | Szolnok                              | Hongrie                   |            |         |       |
| Kis-Küküllő            | Dicsőszentmárton / Târnăveni         | Roumanie                  | 1 724      | 116 091 | 67    |
| Kolozs                 | Kolozsvár / Cluj                     | Roumanie                  | 5 006      | 286 687 | 57    |
| Komárom                | Komárom / Komárno                    | Hongrie Slovaquie         |            |         |       |
| Krassó-Szörény         | Lugos / Lugoj                        | Roumanie                  |            |         |       |
| Liptó                  | Liptószentmiklós / Liptovský Mikuláš | Slovaquie                 |            |         |       |
| Máramaros              | Máramarossziget / Sighetu Marmației  | Roumanie Ukraine          |            |         |       |
| Maros-Torda            | Marosvásárhely / Târgu Mureș         | Roumanie                  |            |         |       |
| Moson                  | Mosonmagyaróvár                      | Hongrie Autriche          |            |         |       |
| Nagy-Küküllő           | Segesvár / Sighișoara                | Roumanie                  |            |         |       |
| Nógrád                 | Balassagyarmat                       | Hongrie Slovaquie         |            |         |       |
| Nyitra                 | Nyitra / Nitra                       | Slovaquie                 |            |         |       |
| Pest-Pilis-Solt-Kiskun | Budapest                             | Hongrie                   |            |         |       |
| Pozsony                | Pozsony / Bratislava                 | Slovaquie                 |            |         |       |
| Sáros                  | Eperjes / Prešov                     | Slovaquie                 |            |         |       |
| Somogy                 | Kaposvár                             | Hongrie                   |            |         |       |
| Sopron                 | Sopron                               | Hongrie Autriche          |            |         |       |
| Szabolcs               | Nyíregyháza                          | Hongrie Slovaquie         |            |         |       |
| Szatmár                | Nagykároly / Carei                   | Hongrie Roumanie          |            |         |       |
| Szeben                 | Nagyszeben / Sibiu                   | Roumanie                  |            |         |       |
| Szepes                 | Lőcse / Levoča                       | Slovaquie Pologne         | 3 668      | 172 867 | 47    |
| Szilágy                | Zilah / Zalău                        | Roumanie                  |            |         |       |
| Szolnok-Doboka         | Dés / Dej                            | Roumanie                  |            |         |       |
| Temes                  | Temesvár / Timișoara                 | Serbie Roumanie           |            |         |       |
| Tolna                  | Szekszárd                            | Hongrie                   |            |         |       |
| Torda-Aranyos          | Torda / Turda                        | Roumanie                  |            |         |       |
| Torontál               | Nagybecskerek / Zrenjanin            | Hongrie Serbie            |            |         |       |
| Trencsén               | Trencsén / Trenčín                   | Slovaquie                 |            |         |       |
| Turóc                  | Turócszentmárton / Martin            | Slovaquie                 | 1 123      | 55 700  | 49,6  |
| Udvarhely              | Székelyudvarhely / Odorheiu Secuiesc | Roumanie                  |            |         |       |
| Ugocsa                 | Nagyszőlős / Vynohradiv              | Ukraine                   |            |         |       |
| Ung                    | Ungvár / Oujharad                    | Hongrie Ukraine Slovaquie | 3 230      | 161 989 | 50,2  |
| Vas                    | Szombathely                          | Hongrie Slovénie Autriche |            |         |       |
| Veszprém               | Veszprém                             | Hongrie                   |            |         |       |
| Zala                   | Zalaegerszeg                         | Hongrie Croatie           |            |         |       |
| Zemplén                | Sátoraljaújhely                      | Hongrie Slovaquie         |            |         |       |
| Zólyom                 | Besztercebánya / Banská Bystrica     | Slovaquie                 | 2 634      | 133 700 | 51    |

#### Les 8 comitats duroyaume de Croatie-Slavonie
Entre parenthèses, le siège du comitat :
- Bjelovar-Križevci (Bjelovar)
- Lika-Krbava (Gospić)
- Modruš-Rijeka (Ogulin)
- Požega (Požega)
- Syrmie (Vukovar)
- Varaždin (Varaždin)
- Virovitica (Osijek)
- Zagreb (Zagreb)

### Le régime comital duroyaume de Hongrieaprès le traité de Trianon

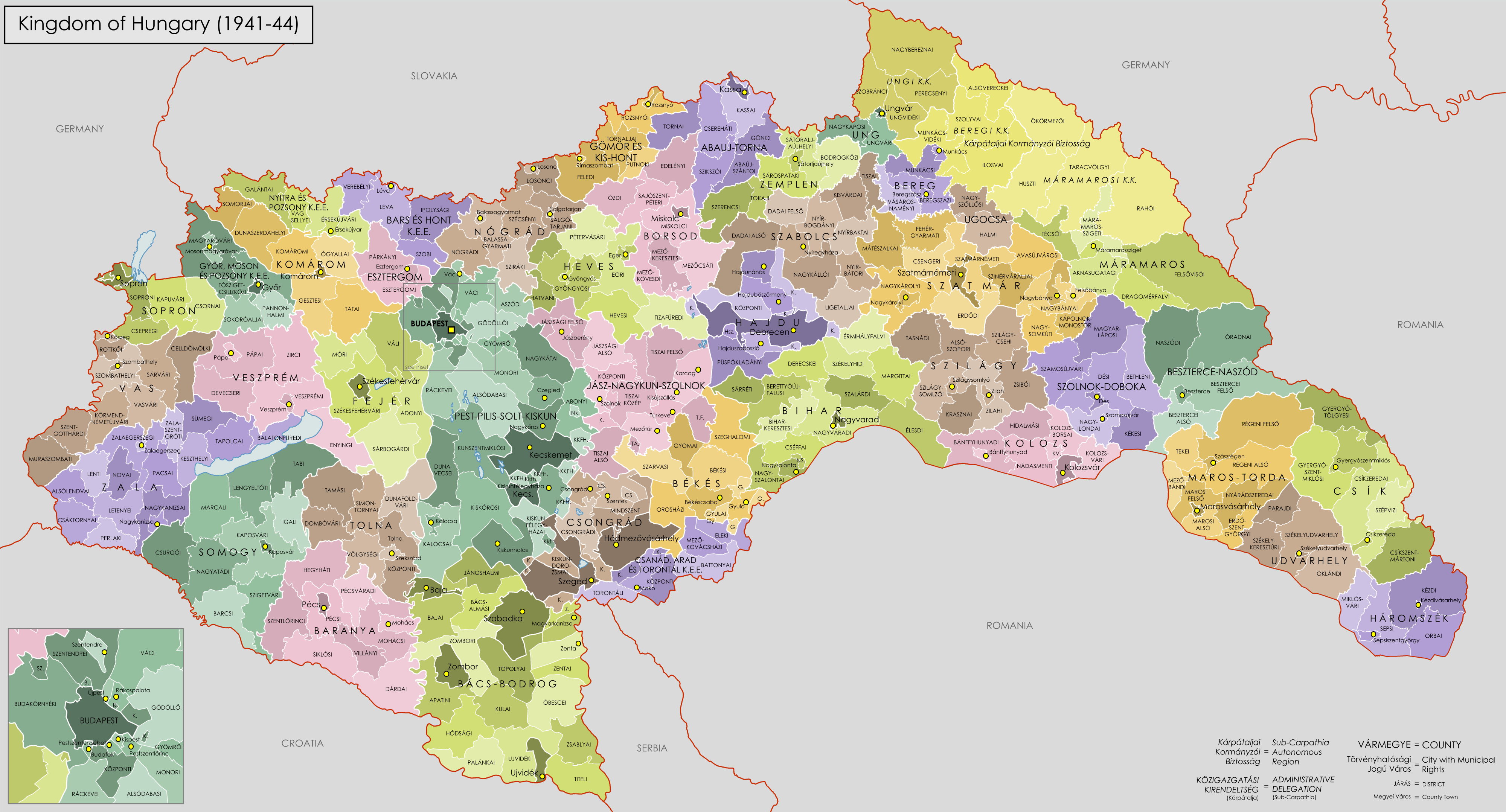
Comitats et districts du royaume de Hongrie (1941-1944)

| Nom du comitat           | Siège | Superficie (km²) | Population | Population densité | Localités |
| ------------------------ | ----- | ---------------- | ---------- | ------------------ | --------- |
| Abaúj-Torna              |       |                  |            |                    |           |
| Bács-Bodrog              |       |                  |            |                    |           |
| Baranya                  |       |                  |            |                    |           |
| Bars és Hont             |       |                  |            |                    |           |
| Békés                    |       |                  |            |                    |           |
| Bereg                    |       |                  |            |                    |           |
| Beszterce-Naszód         |       |                  |            |                    |           |
| Bihar                    |       |                  |            |                    |           |
| Borsod                   |       |                  |            |                    |           |
| Csanád, Arad és Torontál |       |                  |            |                    |           |
| Csík                     |       |                  |            |                    |           |
| Csongrád                 |       |                  |            |                    |           |
| Esztergom                |       |                  |            |                    |           |
| Fejér                    |       |                  |            |                    |           |
| Gömör és Kis-Hont        |       |                  |            |                    |           |
| Győr, Moson és Pozsony   |       |                  |            |                    |           |
| Hajdú                    |       |                  |            |                    |           |
| Háromszék                |       |                  |            |                    |           |
| Heves                    |       |                  |            |                    |           |
| Jász-Nagykun-Szolnok     |       |                  |            |                    |           |
| Kolozs                   |       |                  |            |                    |           |
| Komárom                  |       |                  |            |                    |           |
| Máramaros                |       |                  |            |                    |           |
| Maros-Torda              |       |                  |            |                    |           |
| Nógrád                   |       |                  |            |                    |           |
| Nyitra és Pozsony        |       |                  |            |                    |           |
| Pest-Pilis-Solt-Kiskun   |       |                  |            |                    |           |
| Somogy                   |       |                  |            |                    |           |
| Sopron                   |       |                  |            |                    |           |
| Szabolcs                 |       |                  |            |                    |           |
| Szatmár                  |       |                  |            |                    |           |
| Szilágy                  |       |                  |            |                    |           |
| Szolnok-Doboka           |       |                  |            |                    |           |
| Tolna                    |       |                  |            |                    |           |
| Udvarhely                |       |                  |            |                    |           |
| Ugocsa                   |       |                  |            |                    |           |
| Ung                      |       |                  |            |                    |           |
| Vas                      |       |                  |            |                    |           |
| Veszprém                 |       |                  |            |                    |           |
| Zala                     |       |                  |            |                    |           |
| Zemplén                  |       |                  |            |                    |           |

### Le régime comital hongrois depuis 1950

#### 1950: Réforme territoriale et adoption du modèle soviétique
En 1950, la Hongrie adopte une réforme administrative d'inspiration soviétique visant à rationaliser la structure territoriale du pays. Cette réorganisation, accompagnée d'une restructuration des districts, établit le système des conseils populaires et remplace les 25 comitats et 14 villes à statut municipal par 19 départements (megye) et la ville de Budapest. L'objectif est d'équilibrer la répartition de la population et des superficies, tout en instaurant un modèle de gouvernance centralisé.
Cette transformation repose sur plusieurs textes législatifs, dont la loi XX de 1949, qui établit les principes fondamentaux de l'organisation territoriale et confie au Conseil des ministres la gestion du découpage administratif, et la loi XXVI de 1949, qui entraîne l'intégration de 7 villes départementales et 16 grandes communes dans le Grand Budapest. Un décret gouvernemental (4.343/1949 du 14 décembre) définit la nouvelle nomenclature des départements et confie au ministre de l'Intérieur l'organisation détaillée de la transition, mise en œuvre par deux décrets ministériels (29 janvier et 12 mars 1950), entraînant une application en deux étapes. En parallèle, la loi I de 1950 sur les conseils locaux établit le cadre des nouveaux organes du pouvoir d'État et place le Conseil municipal de Budapest sur un pied d'égalité avec les conseils départementaux.
Toutefois, la réforme ne s'applique pas immédiatement partout. Dans les départements de Komárom et Nógrád, les nouvelles préfectures ne deviennent effectives qu'en 1952, entraînant le maintien temporaire des anciens chefs-lieux : Balassagyarmat reste la capitale de Nógrád jusqu'à son transfert à Salgótarján, tandis qu'Esztergom conserve ce rôle jusqu'à son remplacement par Tatabánya. Certains services de l'État, comme les tribunaux départementaux, conservent également leur siège historique pendant plusieurs décennies, le tribunal de Komárom n'étant déplacé d'Esztergom à Tatabánya que dans les années 1980, tandis que ceux de Békés et Nógrád restent encore aujourd'hui à Gyula et Balassagyarmat.

#### Évolutions et ajustements après 1950
Si la réforme de 1950 marque une rupture majeure, le découpage territorial reste largement inchangé pendant plus d'un demi-siècle, une stabilité inédite dans l'histoire administrative hongroise. Seuls quelques ajustements sont effectués : en 1962, le chef-lieu de Csongrád est transféré de Hódmezővásárhely à Szeged ; en 1956, Bakonycsernye passe de Veszprém à Fejér ; et en 1978, Keszthely et son district sont rattachés à Zala après leur séparation de Veszprém.
Des modifications interviennent également dans le statut des villes. En 1954, Debrecen, Miskolc, Pécs et Szeged sont érigées en villes à statut départemental, les plaçant hors de la juridiction de leur département, avant que cette disposition ne soit abrogée en 1971 et remplacée par un statut de « ville départementale » (megyei város), étendu à Győr. En 1989, Kecskemét, Nyíregyháza et Székesfehérvár obtiennent ce même statut, qui est toutefois supprimé en 1990.

#### 1990: Réorganisation territoriale dans la Hongrie post-communiste
La loi LXV de 1990 sur les collectivités locales transforme profondément l'administration hongroise. Elle vise à établir une démocratie locale en réduisant le pouvoir des départements, qui perdent leur capacité à lever des impôts et sont cantonnés à un rôle de coordination et de gestion de services publics. Cette transition entraîne un changement d'identité pour plusieurs départements : Győr-Sopron devient Győr-Moson-Sopron, Szolnok devient Jász-Nagykun-Szolnok, Komárom devient Komárom-Esztergom, et Szabolcs-Szatmár devient Szabolcs-Szatmár-Bereg.
Un nouveau statut de « ville à statut départemental » (megyei jogú város) est créé, offrant une large autonomie sans séparation administrative. Son adoption se fait progressivement : 20 villes obtiennent ce statut en 1990, suivies de 2 en 1994, 1 en 2006 et 2 en 2022. Aujourd'hui, toutes les capitales départementales (sauf Budapest) ainsi que sept autres grandes villes en bénéficient.
Après 1990, les modifications territoriales restent limitées. Le plus visible concerne Veszprém, qui perd 11 communes au profit de Győr-Moson-Sopron entre 1992 et 2002 (Csikvánd, Gyarmat, Szerecseny en 1992 ; Bakonypéterd et Lázi en 1999 ; Bakonygyirót, Bakonyszentlászló, Fenyőfő, Románd, Sikátor et Veszprémvarsány en 2002). D'autres ajustements ont lieu, notamment en 1996, avec le transfert de Dunafalva de Baranya à Bács-Kiskun, celui de Tiszaug de Jász-Nagykun-Szolnok à Bács-Kiskun en 1999, ainsi que le rattachement de Szárliget de Fejér à Komárom-Esztergom. En 2013, Balatonvilágos est transférée de Veszprém à Somogy.

#### 2023: Retour au terme «comitat»
La 11e modification de la Loi fondamentale (Alaptörvény), entrée en vigueur le 1er janvier 2023, marque un retour symbolique à la terminologie historique. Le terme « département » (megye) est abandonné au profit du mot « comitat » (vármegye), restaurant ainsi une tradition millénaire dans l'administration hongroise. Cette modification introduit une nouvelle appellation pour les préfets, désormais désignés sous le titre historique d'« ispán » (en français joupan, équivalent médiéval du gouverneur de comitat sous la monarchie hongroise).
Selon ses détracteurs, cette réforme est avant tout symbolique et déconnectée des enjeux réels du pays, détournant l'attention des problèmes économiques et sociaux. Ils dénoncent également une volonté du gouvernement Orbán de renforcer une rhétorique nationaliste, en réintroduisant un terme associé à l'ancienne Hongrie royale et à l'aristocratie féodale, ce qui serait perçu comme anachronique dans un État moderne et membre de l'Union européenne. D'autres voix critiquent le coût administratif engendré par ce changement, notamment la mise à jour des documents officiels et des enseignes institutionnelles, jugée superflue en période de difficultés économiques.

#### Liste des comitats hongrois

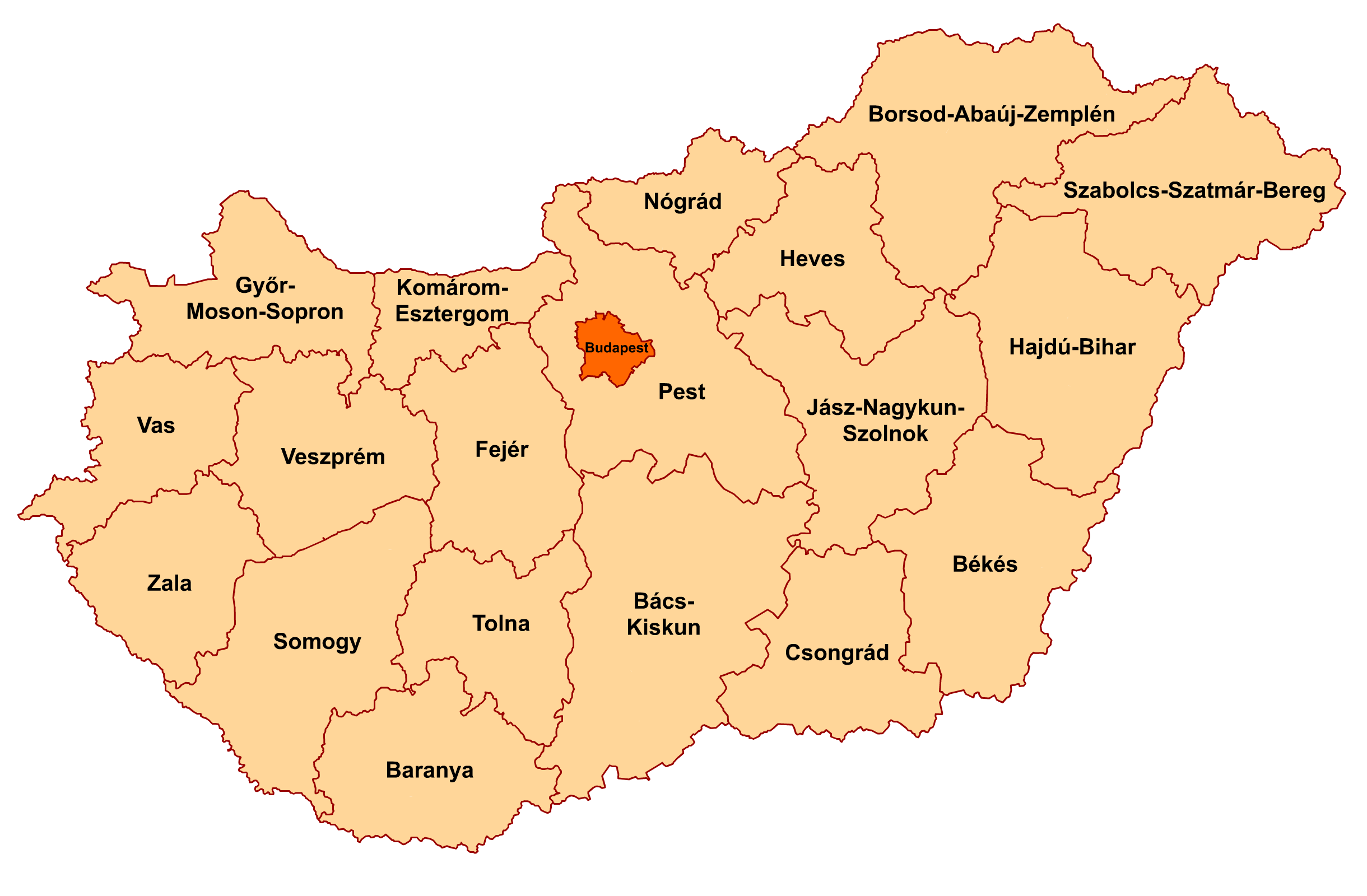
Les 19 comitats institués par la loi 65 de 1990 (20 avec Budapest).

| Nom du comitat         | Siège          | Superficie (km²) | Population | Population densité | Localités |
| ---------------------- | -------------- | ---------------- | ---------- | ------------------ | --------- |
| Bács-Kiskun            | Kecskemét      | 8 445            | 511 419    | 60.6               | 120       |
| Baranya                | Pécs           | 4 430            | 368 135    | 83.1               | 301       |
| Békés                  | Békéscsaba     | 5 631            | 347 058    | 61.6               | 75        |
| Borsod-Abaúj-Zemplén   | Miskolc        | 7 247            | 660 549    | 91.1               | 355       |
| Budapest               | Budapest       | 525              | 1 759 407  | 3 350.2            | 23        |
| Csongrád-Csanád        | Szeged         | 4 263            | 404 459    | 94.9               | 60        |
| Fejér                  | Székesfehérvár | 4 359            | 418 487    | 96.0               | 108       |
| Győr-Moson-Sopron      | Győr           | 4 208            | 455 217    | 111.3              | 182       |
| Hajdú-Bihar            | Debrecen       | 6 211            | 534 974    | 86.1               | 82        |
| Heves                  | Eger           | 3 637            | 299 219    | 82.3               | 119       |
| Jász-Nagykun-Szolnok   | Szolnok        | 5 582            | 376 334    | 67.4               | 75        |
| Komárom-Esztergom      | Tatabánya      | 2 265            | 297 914    | 131.5              | 76        |
| Nógrád                 | Salgótarján    | 2 546            | 193 946    | 76.2               | 129       |
| Pest                   | Budapest       | 6 390            | 1 234 541  | 193.1              | 186       |
| Somogy                 | Kaposvár       | 6 036            | 309 115    | 51.2               | 244       |
| Szabolcs-Szatmár-Bereg | Nyíregyháza    | 5 936            | 563 075    | 94.9               | 228       |
| Tolna                  | Szekszárd      | 3 703            | 223 618    | 60.4               | 108       |
| Vas                    | Szombathely    | 3 336            | 253 689    | 76.0               | 216       |
| Veszprém               | Veszprém       | 4 493            | 344 302    | 76.6               | 217       |
| Zala                   | Zalaegerszeg   | 3 784            | 275 027    | 72.7               | 257       |

### Les villes de droit comital
Chaque chef-lieu de comitat est une ville de droit comital (megyei jogú város) et il s'y ajoute cinq autres villes de plus de 50 000 habitants :
- Baja (Hongrie)
- Esztergom
- Érd (Pest)
- Dunaújváros (Fejér)
- Hódmezővásárhely (Csongrád)
- Nagykanizsa (Zala)
- Sopron (Győr-Moson-Sopron)

### Les collectivités des minorités à l'échelon comital
Il existe 13 minorités nationales, ethniques et religieuses reconnues officiellement par la loi en Hongrie. La loi de 1993 leur donne le droit de voter à l'échelle nationale ainsi qu'à l'échelon de chaque collectivité territoriale (comitats et localités) pour leurs propres représentants. Ces derniers forment des collectivités des minorités (kisebbségi önkormányzat) qui disposent de compétences particulières pour fixer le calendrier de leurs fêtes et célébrations, contribuer à la préservation de leurs traditions et participer à l'éducation publique. Ces collectivités particulières peuvent ainsi gérer des théâtres publics, des bibliothèques, des institutions scientifiques et artistiques, attribuer des bourses d'études et dispenser de services en direction de leur communauté (aides juridiques notamment).